# 나도야
나도야(본명 : 최두영, 1971년 2월 12일 ~ )는 대한민국의 희극 배우이다.

## 경력
1994년 SBS 희극 배우 3기 공채로 데뷔하였으며, 한 때 노숙자라는 예명으로 김구라, 황봉알과 함께 구봉숙 트리오로 활동하였다.